# Кадет (генеалогія)
Кадет — у генеалогії означає молодший син, на відміну від первістка-спадкоємця.
У середні віки було поширене для шляхетських дітей в Англії та Франції, які не мали права на спадщину (титул, землі) свого батька й змушені були обирати військову або духовну кар'єру.

## Використання
Це слово вперше записане англійською мовою 1634 року, що відносилось до молодого сина, прийшло з Франції. Походить з Гасконі, де окситанською мовою слово capdet означає «капітан, керівник».
Молодші сини зі шляхетних сімей Гасконі часто відправлялись до французького війська, щоб служити офіцерами. Так само і в деяких інших європейських країнах, де титул і землі від батька отримував тільки старший син — молодші сини знаті шукали військову або духовну кар'єру.
Також «кадет» використовувалось для позначення молодшої гілки династії. Так, Орлеанська династія була кадетською гілкою династії Бурбонів.
В геральдиці існує термін бризура (англ. cadency), т.з. «кадетські знаки» — спеціальні геральдичні символи, що відрізняли герб молодшого сина від батьківського, який передавався незмінним тільки старшому сину — спадкоємцю.
Оскільки військова кар'єра залишалась традиційним вибором молодшої шляхти протягом багатьох століть, особливо в тих країнах, де був звичай, що первісток-син успадкував титул, землі і володіння, а молодші сини цього не отримували, то звідси пішов термін «кадетський» для офіцерських навчальних закладів.